# 暑温
暑温是中医学中由感受暑热病邪所致的急性外感热病。本病的发生有较明显的季节性，一般认为是夏至到立秋之间。暑温发病急骤，初起即见壮热、汗多、烦渴引饮、面赤、脉洪大等气分阳明热盛证候，为其主要特点。根据发病季节与临床表现，西医的流行性乙型脑炎、钩端螺旋体病、夏季流行性感冒、登革热、中暑、夏季热等，可参考暑温病进行辨证治疗。

## 外部連結
- 暑溫 中藥方劑圖像數據庫 (香港浸會大學中醫藥學院) （中文）（英文）
- 流行性感冒 中藥方劑圖像數據庫 (香港浸會大學中醫藥學院) （中文）（英文）
- 中暑 中藥方劑圖像數據庫 (香港浸會大學中醫藥學院) （中文）（英文）
- 乙型腦炎 中藥方劑圖像數據庫 (香港浸會大學中醫藥學院) （中文）（英文）
- 鉤端螺旋體病 中藥方劑圖像數據庫 (香港浸會大學中醫藥學院) （中文）（英文）
- 夏季熱 中藥方劑圖像數據庫 (香港浸會大學中醫藥學院) （中文）（英文）